# Кузнецов, Алексей Кириллович (революционер)
Алексей Кириллович Кузнецов (13 февраля 1845, Херсон — 12 ноября 1928, Москва) — революционер, общественный деятель, краевед, музеевед, фотограф, просветитель, почетный гражданин Нерчинска. Вместе с другими членами революционного кружка «Народная расправа» участвовал в убийстве студента Иванова и был приговорен к каторжным работам сроком на 10 лет с последующим бессрочным поселением в Сибири.

## Биография
В Сибири каторгу отбывал с 1872 года на Каре, в числе первых политических узников. В это время Кузнецов организовал первую школу, руководил детским приютом. После шестилетней каторги, по ходатайству Михаила Бутина, поселился в Нерчинске, где занялся фотографией, сбором материалов по природе и истории края. В 1880 году вместе с М.Суровцевым создал общество попечения о народном образовании в Нерчинске, был его первым председателем, организовал общество любителей музыки. Поддерживал нелегальную связь с узниками Кары, за что в 1881 году арестован, а затем освобожден под залог. В 1886 году его стараниями открылся краеведческий музей (первый на Дальнем Востоке) и библиотека в Нерчинске. В 1891 году музей посетил (по пути из Владивостока в Санкт-Петербург) и дал ему высокую оценку наследник престола Николай.
В 1889 году переехал в Читу, где продолжает заниматься фотографией и сбором краеведческих материалов. В 1894 году по инициативе Кузнецова и врача Николая Кирилова организовано Забайкальское отделение Приамурского отдела императорского Русского географического общества. В 1895 году при отделении открыт краеведческий музей и библиотека, директором музея был избран Кузнецов.
В 1905 году Кузнецов вновь оказался в гуще революционных событий. Он являлся одним из руководителей так называемой «Читинской республики», примыкал к партии эсеров. В 1906 году военно-полевой суд генерала А. К. Ренненкампфа приговорил его к смертной казни через повешение, которая была заменена десятилетней каторгой (по ходатайству Академии наук, географического общества). Каторгу отбывал в Акатуе. В 1908 году больного и немощного Кузнецова отправили на поселение в Якутию. Здесь он вновь создает школу, а затем и музей (ныне Якутский республиканский краеведческий музей им. Е. М. Ярославского). Музей в Якутске был уже третьим, им созданным.
В 1913 году получил разрешение вернуться в Читу, чтобы восстановить сгоревший музей. Уже в 1914 году музей, получивший новое, специально построенное здание, принял посетителей. Кузнецов профессионально фотографировал, по доходам от данной деятельности принят в Читинское купеческое общество по второй гильдии. Им создано 11 фотографических альбомов. Он собирал минералогические и археологические коллекции. Открыл десятки археологических памятников в окрестностях Читы, долинах Ингоды, Онона, Аргуни, Или, на озере Бальзино, изучал Кондуйский городок монгольского времени.
В 1928 году по совету врачей покинул Читу. Похоронен на Новодевичьем кладбище.

## Должности и награды
Кузнецов занимал следующие должности. Председатель Забайкальского отделения Приамурского отдела ИРГО, почетный директор Читинского сада Жуковского, почетный член Читинского отделения Всесоюзного общества политкаторжан и ссыльнопоселенцев, Гласный Читинской городской Думы, член обкома партии эсеров.
По решению Дальне-Восточной Республики Читинскому музею в 1921 году было присвоено имя Кузнецова. Географическое общество наградило его в 1925 году большой золотой медалью за труды в области этнографии.